# 류디노보

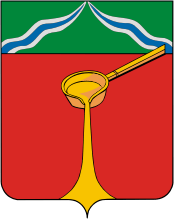
시 문장

류디노보(러시아어: Людиново)는 러시아 칼루가주 남부에 위치한 도시로, 인구는 41,829명(2002년 기준)이다. 브랸스크에서 북쪽으로 65km, 칼루가(칼루가 주의 주도)에서 남서쪽으로 188km 정도 떨어진 곳에 위치한다. 1626년 문헌에 처음 등장했고 점차 산업 도시로 성장했다. 1938년 시로 승격되었다.